# Liste der denkmalgeschützten Objekte in Grimmenstein
Die Liste der denkmalgeschützten Objekte in Grimmenstein enthält die denkmalgeschützten, unbeweglichen Objekte der niederösterreichischen Marktgemeinde Grimmenstein im Bezirk Neunkirchen.

## Denkmäler
| Foto |                 | Denkmal                                                                                        | Standort                                 | Beschreibung | Metadaten |
| ---- | --------------- | ---------------------------------------------------------------------------------------------- | ---------------------------------------- | --- | --- |
| ja   | Datei hochladen | Burgruine Grimmenstein HERIS-ID: 33949 Objekt-ID: 31780                                        | Burgweg 3 Standort KG: Grimmenstein      | Gruppe von 3 Anlagen auf dem Kulmriegel, 1155 urkundlich Alber de Grimmenstain, seit dem 14. Jahrhundert landesfürstlich, 16./17. Jahrhundert Teil der Herrschaft Wartenstein, Hochgrimmenstein (Burg mit Bergfried um 1200), Vordergrimmenstein (Neubau aus den 1960er Jahren unter Einschluss der mittelalterlichen Beringreste aus dem 12. Jahrhundert, Vorburg aus dem 13. Jahrhundert, 1961/64 teilweiser Wiederaufbau zu neoromantischem Ansitz, seit 1980er Jahren wieder Verfall), Hintergrimmenstein (Reste eines Turmes auf einem Felsen, eventuell Haus ze Chuenberg urkundlich 12. Jahrhundert) Anmerkung: Lt. Grundstücksnummer ist nur die „Vorburg“ bzw. „Vordergrimmenstein“ denkmalgeschützt. | BDA-Hist.: Q37955055 Status: Bescheid Stand der BDA-Liste: 2025-06-30 Name: Burgruine Grimmenstein GstNr.: .272, 131/2 Burg Grimmenstein (Lower Austria)                                                   |
| ja   | Datei hochladen | Kath. Filialkirche hl. Josef der Arbeiter HERIS-ID: 79945 Objekt-ID: 93650                     | Kirchengasse 1 Standort KG: Grimmenstein | 1959/60 nach Plänen von Johann Petermair errichtet, Betonbau mit Zeltdach und Nordturm, Relief hl. Josef lehrt das Jesuskind tischlern von Franz Barwig dem Jüngeren. | BDA-Hist.: Q38172348 Status: § 2a Stand der BDA-Liste: 2025-06-30 Name: Kath. Filialkirche hl. Josef der Arbeiter GstNr.: .264 Filialkirche Grimmenstein                                                   |
| ja   | Datei hochladen | NÖ Landeskrankenhaus, Sonderheilanstalt für Lungenkrankheiten HERIS-ID: 43562 Objekt-ID: 44165 | Hochegger Straße 43 Standort KG: Hochegg | erbaut ab 1916/19 als Anstalt für lungenkranke Militärs, ursprünglich weitläufige Anlage im Pavillonstil, Adaptierung und Erweiterung 1920/1930er Jahre und nach dem 2. Weltkrieg, 1998 großteils geschleift und Neubau, Rest der alten Anlage in desolatem Zustand. | BDA-Hist.: Q43750261 Status: Bescheid Stand der BDA-Liste: 2025-06-30 Name: NÖ Landeskrankenhaus, Sonderheilanstalt für Lungenkrankheiten GstNr.: 20/1, 4/3, 4/1, 4/4, 20/2, 101/2 Volksheilstätte Hochegg |